# Order Kongresu Narodowego
Order Kongresu Narodowego (port. Ordem do Congresso Nacional) – brazylijskie cywilne odznaczenie ustanowione 23 listopada 1972, przeznaczone do nagradzania osób fizycznych i prawnych, zarówno obywateli brazylijskich jak i cudzoziemców, którzy stali się godni szczególnego uznania przez władzę ustawodawczą Brazylii.
Order dzieli się na sześć klas nadawanych bez żadnych limitów:
- I klasa – Wielki Łańcuch (Grande-Colar),
- II klasa – Krzyż Wielki (Grã-Cruz),
- III klasa – Wielki Oficer (Grande Oficial),
- IV klasa – Komandor (Comendador),
- V klasa – Oficer (Oficial),
- VI klasa – Kawaler (Cavaleiro).

Nadawny jest przez kapitułę złożoną z reprezentantów Kongresu Narodowego, czyli obu izb brazylijskiego parlamentu: Senatu Federalnego i Izby Deputowanych.
Wielkim mistrzem orderu jest zawsze aktualny przewodniczący senatu, a kanclerzem – przewodniczący izby reprezentantów, obaj z urzędu odznaczeni najwyższą klasą orderu (łańcuchem). 
Do kapituły orderu należą ponadto zastępcy przewodniczących, po dwóch z każdej z izb, po czterech sekretarzy z każdej z izb, przewodniczący większości i mniejszości każdej z izb, a także przewodniczący komisji konstytucji i sprawiedliwości oraz spraw zagranicznych obu izb – w sumie 20 zwykłych członków, a każdy z nich jest z urzędu odznaczonym orderem w klasie Wielkiego Oficera.